# Hunkpapa (album)
Hunkpapa è il terzo album in studio del gruppo alternative rock statunitense Throwing Muses, pubblicato nel 1989.

## Tracce
1. Devil's Roof – 3:39
2. Bea – 4:18
3. Dizzy – 3:41
4. No Parachutes – 3:17
5. Dragonhead – 4:04
6. Say Goodbye – 0:37
7. Fall Down – 3:40
8. I'm Alive – 2:49
9. Angel – 3:24
10. Mania – 3:02
11. The Burrow – 1:20
12. Take – 4:57
13. Santa Claus (bonus track CD) – 3:47

## Pubblicazione e formati
| Formato  | Casa discografica | Numero di catalogo           | Paese    | Anno |
| LP       | 4AD               | cad 901                      | UK       | 1989 |
| CD       | 4AD               | cad 901 cd                   | UK       | 1989 |
| Cassette | Sire              | 9 25855-4 4-25855            | USA      | 1989 |
| Cassette | 4AD               | cad c 901                    | UK       | 1989 |
| LP       | Sire              | 925 855-1                    | Europa   | 1989 |
| CD       | Sire              | 9 25855-2                    | USA      | 1989 |
| LP       | Sire              | 92 58551                     | Canada   | 1989 |
| LP       | Sire              | 9 25855-1 1-25855            | USA      | 1989 |
| LP       | Sire              | 670.9015                     | Brasile  | 1989 |
| CD       | Sire              | W2 25855                     | USA      | 1989 |
| LP       | 4AD               | cad 901                      | UK       | 1989 |
| Cassette | Sire              | 400.604 MC-767.9015 767.9015 | Brasile  | 1989 |
| Cassette | Sire              | 925 855-4                    | Germania | 1989 |
| Cassette | Sire              | 92 58554                     | Canada   | 1989 |

## Formazione

### Gruppo
- Kristin Hersh – chitarra, voce, piano
- Tanya Donelly – chitarra, voce
- Leslie Langston – basso, cori
- David Narcizo – batteria, percussioni, cori

### Altri musicisti
- Bernie Worrell – tastiera
- Russ Gershon – sassofono tenore
- Tom Halter – tromba, flicorno soprano
- Russell Jewell – trombone
- Guy Yarden – violino